# Czesław Bulczyński
Czesław Bulczyński, zwany Parasolnikiem lub Panem Czesiem (ur. 26 kwietnia 1912 w Poznaniu, zm. 9 listopada 1992 w Sopocie) – polski ekscentryk, postać sopockiego folkloru miejskiego. Zawodowo zajmował się naprawą parasoli (stąd jego przydomek). Charakteryzując się ekstrawaganckim ubiorem i skłonnością do rozmów z nieznajomymi na ulicy, stał się swoistym symbolem i atrakcją turystyczną Sopotu lat 60. i 70. XX wieku.

## Życiorys

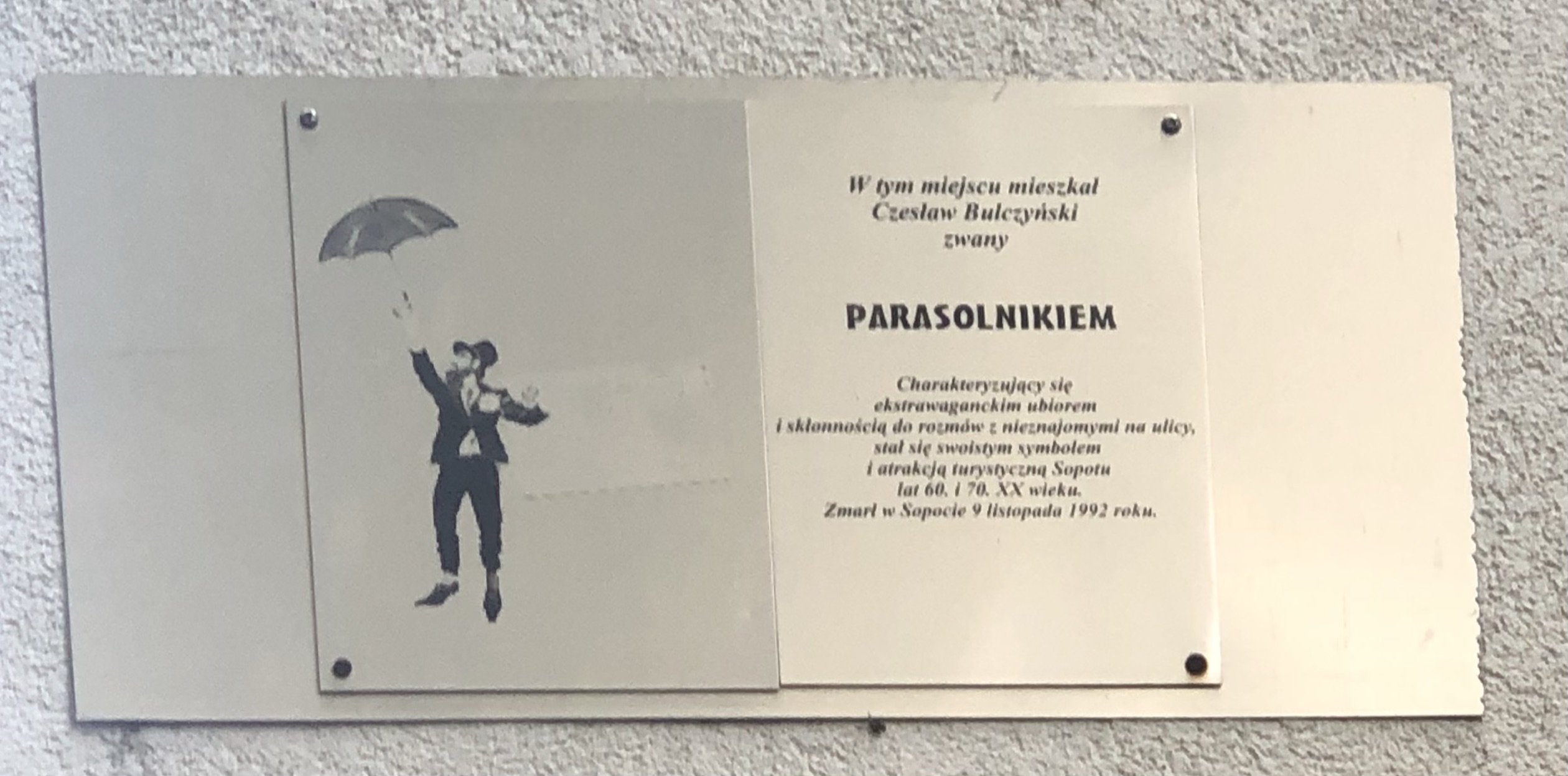
Tablica upamiętniająca Parasolnika, znajdująca się w miejscu jego dawnego domu przy ul. Grunwaldzkiej 97 w Sopocie

Urodził się 26 kwietnia 1912 w Poznaniu. W okresie przedwojennym był pracownikiem cyrku, prawdopodobnie był to cyrk braci Staniewskich, był także kataryniarzem. W trakcie II wojny światowej był od 1942 więźniem w Rawiczu, a od 1943 przebywał w obozie koncentracyjnym Mauthausen-Gusen, gdzie zginął jego brat. W obozie pomagał innym więźniom w zdobywaniu żywności.
Około 1945 osiadł w Sopocie (początkowo przy ul. 3 Maja 8), gdzie poznał swoją przyszłą żonę, Agnieszkę. Pracował wówczas m.in. jako świniopas. Z czasem głównym zajęciem Bulczyńskiego stała się obwoźna naprawa parasoli (oraz garnków), w czym pomagała mu żona. Jeden z przekazów mówi, iż w rzeczywistości to ona naprawiała parasolki, zaś Czesław Bulczyński tylko przynosił je do naprawy i odnosił. Agnieszka Bulczyńska prowadziła również toalety przy sopockiej plaży.
W późniejszych latach Bulczyńscy mieszkali przy ul. Grunwaldzkiej 97 (w nieistniejącym obecnie domu). Oprócz naprawy parasoli Czesław Bulczyński zajmował się również odpłatnym zajmowaniem miejsc w kolejkach oraz pośredniczył w handlu trudno dostępnymi towarami.
W 1947 roku Bulczyński wraz z żoną oraz drugą wspólniczką byli aresztowani w Ustce za włamanie i kradzieże, zdarzenie to opisał „Kurier Morski”.
Parasolnik zdobył w Sopocie lokalną sławę ze względu na swoje ekscentryczne zachowania. Często pojawiał się na Monciaku (ul. Bohaterów Monte Cassino) w kolorowych przebraniach, m.in. kobiety z brodą, wikinga lub pierrota. Zaczepiał przechodniów, wdając się z nimi w rozmowy, pozował do zdjęć, przepowiadał pogodę oraz rozdawał cukierki dzieciom. Na plaży zabawiał wypoczywających akrobacjami. Popisywał się zjadaniem przedmiotów, m.in. szklanek, łyżek i żyletek. Z tego powodu był wielokrotnie operowany. Odwiedzał sopocki dom dziecka, gdzie występował dla wychowanków.
Postać Parasolnika opisywali m.in. Stefan Wiechecki, Wojsław Brydak oraz Jerzy Afansjew. Poświęcone mu artykuły ukazywały się w prasie ogólnopolskiej, m.in. w „Przekroju”. W 1963 roku Parasolnik pojawił się w filmie krótkometrażowym Kobiela na plaży w reżyserii Andrzeja Kondratiuka.
W latach 80. Bulczyński był kilkukrotnie umieszczany w szpitalu psychiatrycznym w Kocborowie, po raz pierwszy w 1982. Miało to miejsce po tym jak pojawił się w przebraniu kobiety na pochodzie pierwszomajowym.
Czesław Bulczyński zmarł 9 listopada 1992. Pochowany jest na Cmentarzu Komunalnym w Sopocie (kwatera N3_II-1-12). W 2012 jego grób odnowiono, stawiając nagrobek w formie rozłożonego parasola.
Z żoną mieli dwóch synów, opiekowali się także osieroconym chłopcem.

## Upamiętnienie

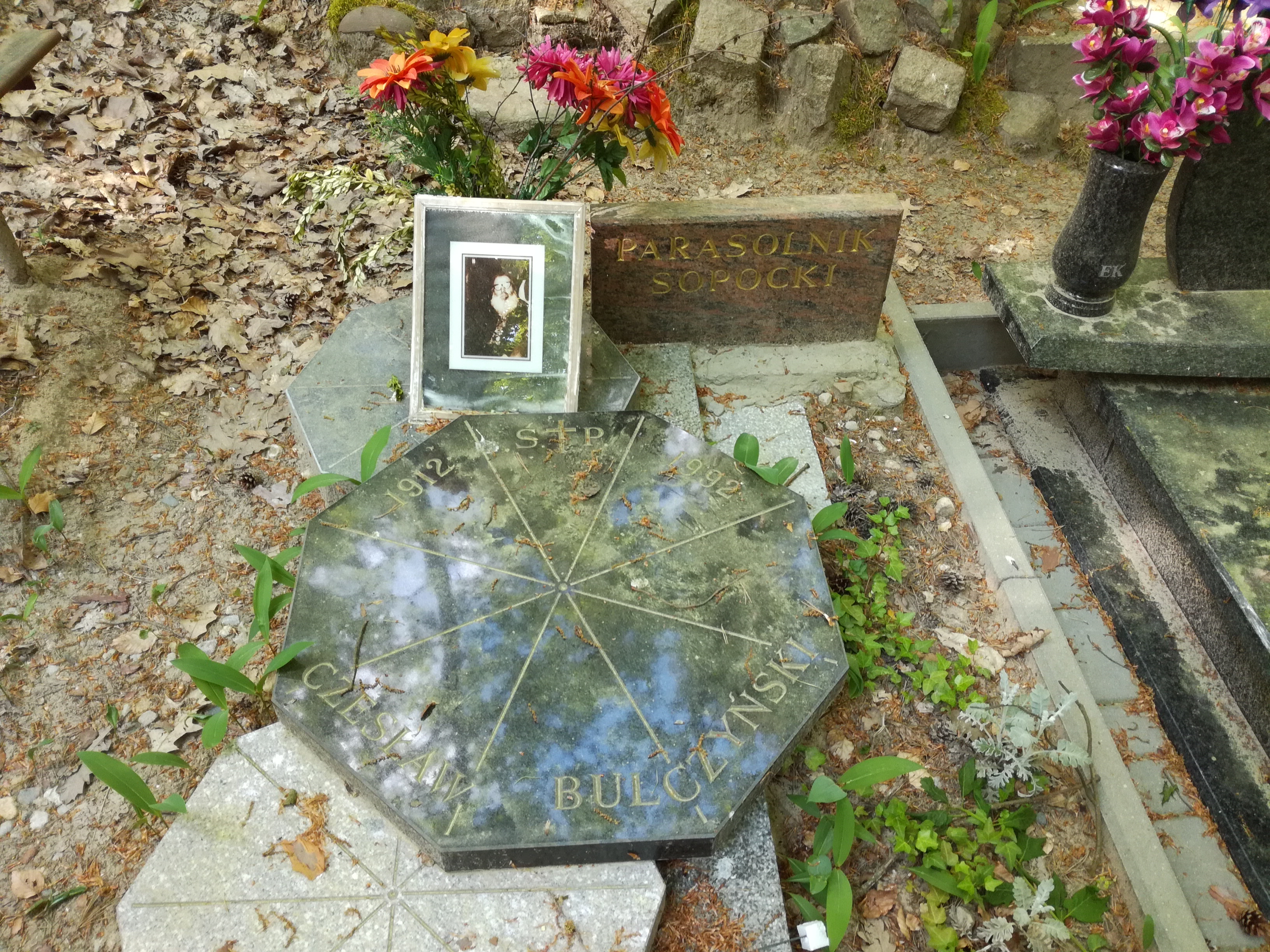
Grób Czesława Bulczyńskiego na cmentarzu komunalnym w Sopocie

W 2000 roku przy ul. Bohaterów Monte Cassino (na wysokości kościoła Św. Jerzego) umieszczono rzeźbę Tadeusza Foltyna przedstawiającą Parasolnika z inskrypcją "obłoczek nadziei i kropla uśmiechu pod parasolem uszytym ze snów". Rzeźba ukazuje Parasolnika przebranego za piec kaflowy. Pomniejszona kopia pomnika ustawiona była w Krzywym Domku. W 2007 roku po ulicach Sopotu przemieszczała się ruchoma rzeźba Parasolnika, która była także punktem obwoźnej sprzedaży napojów i przekąsek.
Parasolnik pojawia się w serialu Pełną parą (reż. Leszek Wosiewicz), gdzie w jego rolę wcielił się Cezary Rybiński. Był tytułową postacią śpiewanej przez Hannę Banaszak piosenki Kiedy do nieba szedł Parasolnik oraz bohaterem sztuki Tomasza Kaczorowskiego Sztuka naprawiania parasoli albo Rzecz o sianiu zdziwienia. Jego imię nosi sopockie stowarzyszenie kulturalne.
Nagrody przyznawane w trakcie Sopot Film Festival mają formę statuetki przedstawiającej Parasolnika.